# Mark Canha
Mark Canha (né le 15 février 1989 à San Jose, Californie, États-Unis) est un joueur de premier but des Tigers de Détroit de la Ligue majeure de baseball.

## Carrière
Joueur des Golden Bears de l'université de Californie à Berkeley, Mark Canha est repêché par les Marlins de la Floride au 7e tour de sélection en 2010. Il évolue 5 saisons en ligues mineures dans l'organisation des Marlins avant d'être laissé sans protection lors du repêchage de la règle 5 tenu le 11 décembre 2014, où il est réclamé par les Rockies du Colorado. Les Rockies l'échangent immédiatement aux Athletics d'Oakland contre Austin House, un lanceur droitier des ligues mineures.
Mark Canha fait des débuts remarquables dans le baseball majeur avec les Athletics le 8 avril 2015. À son premier match, il réussit contre les Rangers du Texas trois coups sûrs, dont deux doubles, et amasse 4 points produits. Son premier coup sûr dans les majeures est un premier double aux dépens du lanceur Ross Detwiler. Son coéquipier Tyler Ladendorf récolte deux points produits dans le même match : c'est la première fois que deux joueurs faisant dans le même match leurs débuts dans les majeures récoltent chacun au moins deux points produits depuis que la statistique fut inventée en 1920.
Canha réussit son premier circuit dans les majeures le 10 avril 2015 aux dépens du lanceur Taijuan Walker des Mariners de Seattle. Il frappe 16 circuits et récolte 70 points produits en 124 matchs joués à sa saison recrue en 2015.
Le 31 juillet 2023, Canha est échangé aux Brewers de Milwaukee par les Mets de New York contre Justin Jarvis, lanceur évoluant au niveau AA et considéré comme le trentième espoir de Milwaukee. Cependant, le vétéran fait bonne impression et contribue au titre de champion de la division centrale de la Ligue nationale des Brewers.
Au début du mois de novembre 2023, il est échangé, une nouvelle fois, aux Tigers de Détroit contre Blake Holub, lanceur de ligue mineure. 